# Christian Hansen (Übersetzer)
Christian Hansen (* 1962 in Köln) ist ein deutscher Übersetzer für Literatur aus der spanischen und französischen Sprache.

## Leben und Werdegang
Hansen studierte Allgemeine und Vergleichende Literaturwissenschaft an der Freien Universität in Berlin. Seine praktische Ausbildung zum Übersetzer und Redakteur machte er bei der deutschsprachigen Ausgabe von Le Monde diplomatique. Er war in der Berliner Übersetzerwerkstatt tätig und übersetzte zusammen mit Thomas Brovot Werke von Juan Goytisolo und José Pablo Feinmann.
Hansen übersetzt vor allem lateinamerikanische Autoren wie Vizconde de Lascano Tegui, Alan Pauls, Patricio Pron und Guillermo Rosales.  Weitere Autoren, die Hansen übersetzt hat, sind César Aira, Selva Almada, Roberto Bolaño, Julio Cortázar, Mario González Suárez, Rodrigo Hasbún und Sergio Pitol.
Im Wintersemester 2016/17 war Hansen August Wilhelm von Schlegel-Gastprofessor für Poetik der Übersetzung am Peter Szondi-Institut der Freien Universität Berlin.
Hansen ist Mitglied im Verband deutschsprachiger Übersetzer literarischer und wissenschaftlicher Werke, VdÜ.
Er lebt und arbeitet in Berlin sowie Madrid.

## Übersetzungen (Auswahl)
César Aira
- Un episodio en la vida del pintor viajero, Roman.
  - Eine Episode im Leben des Reisemalers, Roman. Matthes & Seitz, Berlin 2016, ISBN 978-3-95757-140-3
- La costurera y el viento, Roman
  - Die Schneiderin und der Wind, Roman. Matthes & Seitz, Berlin 2017, ISBN 978-3-95757-454-1
- La Princesa Primavera, Roman
  - Die Prinzessin Primavera, Roman. Matthes & Seitz, Berlin 2017, ISBN 978-3-95757-455-8
- Cómo me reí, Roman.
  - Was habe ich gelacht. Roman. Matthes & Seitz, Berlin 2019, ISBN 978-3-95757-685-9
- El testamento del mago tenor, Roman.
  - Das Testament des Zauberers Tenor. Matthes & Seitz, Berlin 2019, ISBN 978-3-95757-689-7
- Las curas milagrosas del doctor Aira. Roman.
  - Die Wunderheilungen des Doktor Aira. Roman. Matthes & Seitz, Berlin 2020, ISBN 978-3-7518-0001-3
- La cena, Roman.
  - Das Abendessen. Roman. Matthes & Seitz, Berlin 2022, ISBN 978-3-7518-0065-5
- Evasión y otros ensayos, Essays.
  - Weltflucht. Essays. Matthes & Seitz, Berlin 2023, ISBN 978-3-7518-0949-8

Selva Almada
- El viento que arrasa. Roman. Buenos Aires: Mardulce, 2012.
  - Sengender Wind. Berlin : Berenberg, 2016, ISBN 978-3-946334-04-0
- No es un río. Roman. Literatura Random House, 2021.
  - Kein Fluss. Berlin : Berenberg, 2023, ISBN 978-3-949203-49-7

Roberto Bolaño
- Los Sinsabores del verdadero policía, Anagrama, Barcelona 2011, ISBN 978-84-339-7221-7.
  - Die Nöte des wahren Polizisten, Hanser Verlag, München 2013, ISBN 978-3-446-23973-9
- El Tercer Reich. Anagrama, Barcelona 2010, ISBN 978-84-339-7205-7.
  - Das Dritte Reich. Hanser Verlag, München 2011, ISBN 978-3-446-23610-3.
- 2666. Roman. Hanser Verlag, München 2009, ISBN 978-3-446-23396-6.
- Una novelita lumpen, Mondadori, Barcelona 2002, ISBN 84-397-0955-2.
  - Lumpenroman, Hanser, München 2010, ISBN 978-3-446-23546-5.
  - als Fischer-Taschenbuch: Fischer Verlag, Frankfurt am Main 2014, ISBN 978-3-596-18785-0.
- Llamadas telefónicas.
  - Telefongespräche. Erzählungen. Deutscher Taschenbuch Verlag, München 2004, ISBN 3-423-13669-3.
- Estrella distante.
  - Stern in der Ferne. Roman. Verlag Antje Kunstmann, München 2000, ISBN 3-453-19606-6.
  - als Fischer-Taschenbuch: Fischer Verlag, Frankfurt am Main 2010, ISBN 978-3-596-18731-7.
- Putas asesinas, Anagrama, Barcelona, 2001, ISBN 84-339-2485-0
  - Mörderische Huren, Hanser Verlag, München 2014, ISBN 978-3-446-24593-8

Julio Cortázar
- Papeles inesperados. Alfaguara, Madrid 2009, ISBN 978-8420423319
  - Unerwartete Nachrichten. Berenberg, Berlin 2022, ISBN 978-3949203251.

Vizconde de Lascano Tegui
- Album de familia. Roman.
  - Familienalbum. Mit Bildnissen von Unbekannten. Roman. Mit einem Nachwort von Dietrich Lückoff. Zsolnay Verlag, Wien 2000, ISBN 3-552-04970-3.

Alan Pauls
- El pasado, Roman.
  - Die Vergangenheit, Roman. Klett-Cotta, Stuttgart 2009, ISBN 978-3-608-93705-3.
- Historia del llanto. Roman.
  - Geschichte der Tränen. Roman. Klett-Cotta, Stuttgart 2010, ISBN 978-3-608-93710-7.
- Historia del Pelo. Roman.
  - Geschichte der Haare. Roman. Klett-Cotta, Stuttgart 2012, ISBN 978-3-608-93958-3.
- Historia del dinero, Roman. Anagrama, Barcelona 2013.
  - Geschichte des Geldes, Roman. Klett-Cotta, Stuttgart 2016, ISBN 978-3-608-98005-9.

## Preise und Auszeichnungen
- 2010: Nominierung für den Preis der Leipziger Buchmesse 2010 in der Kategorie Übersetzung für die Übertragung von Roberto Bolaños Roman 2666.
- 2010: Jane Scatcherd-Preis für die Übersetzung von Roberto Bolaños Roman 2666.
- 2014: Europäischer Übersetzerpreis Offenburg
- 2016: August-Wilhelm-von-Schlegel-Gastprofessor für Poetik der Übersetzung an der Freien Universität Berlin
- 2019: Anerkennungspreis des Zuger Übersetzer-Stipendiums